# Shaqāqī-ye Jezlā
Shaqāqī-ye Jezlā (persiska: شَقاقئ جِزلا) är en ort i Iran.   Den ligger i provinsen Zanjan, i den nordvästra delen av landet, 280 km nordväst om huvudstaden Teheran. Shaqāqī-ye Jezlā ligger 818 meter över havet och antalet invånare är 558.
Terrängen runt Shaqāqī-ye Jezlā är kuperad åt nordost, men åt sydväst är den bergig.Runt Shaqāqī-ye Jezlā är det ganska glesbefolkat, med 47 invånare per kvadratkilometer. Närmaste större samhälle är Chavarzaq, 5,4 km nordost om Shaqāqī-ye Jezlā. Trakten runt Shaqāqī-ye Jezlā består i huvudsak av gräsmarker.